# واوان (سردشت)
واوان هي قرية في مقاطعة سردشت، إيران. يقدر عدد سكانها بـ 792 نسمة بحسب إحصاء 2016.